# Laccophilus secundus
Laccophilus secundus är en skalbaggsart som beskrevs av Régimbart 1895. Laccophilus secundus ingår i släktet Laccophilus och familjen dykare. Inga underarter finns listade i Catalogue of Life.